# Juan Sierra
Juan Jesús González Sierra, conosciuto semplicemente come Juan Sierra (Almendralejo, 2 gennaio 1955), è un ex calciatore spagnolo.

## Carriera
In attività giocava come difensore. Con l'Atlético Madrid vinse un campionato di Primera División e con il Real Murcia uno di Segunda División. Conta due presenze con la nazionale olimpica spagnola.

## Palmarès

### Calciatore

#### Competizioni nazionali
- Campionato spagnolo: 1

Atlético Madrid: 1976-1977
- Segunda División (Spagna): 1

Real Murcia: 1982-1983